# کتاب راهنمای یونیکس‌بیزاران
کتاب راهنمای یونیکس‌بیزاران (به انگلیسی: The Unix-Haters Handbook) کتابی نیمه‌فکاهی است که محتوای آن از فهرست پستی Unix-Haters گردآوری و ویرایش شده است. این کتاب توسط Simson Garfinkel, Daniel Weise و Steven Strassmann ویراسته و در سال ۱۹۹۴ عرضه شد. کتاب در سال ۲۰۰۳ به صورت الکترونیکی و رایگان منتشر شد.

## محتوا
کتاب در رابطه با سرخوردگی کاربران از سیستم‌عامل یونیکس است. بیشتر این کاربران از سیستم‌هایی به سوی یونیکس کشیده شده بودند که فکر می‌کردند این سیستم‌ها از منظر علوم رایانه بهتر و پیشرفته‌تر از یونیکس هستند و آنقدر از فلسفه‌ای که در طراحی یونیکس استفاده شده بود، فلسفهٔ بدتر بهتر است، سرخورده شده بودند که یونیکس و بسیاری از نرم‌افزارهایش را فاقد قابلیت‌های لازم می‌دانستند.
کتاب هم‌اکنون از رده‌خارج و قدیمی محسوب می‌شود. بیشتر محتوای آن مربوط به حوالی سال ۱۹۹۰ هستند و بسیاری از مشکلاتی که در آن مطرح شده دیگر صحت ندارند و برطرف شده‌اند. برای مثال، این کتاب از نبود فایل‌سیستم‌های ژورنالی شکایت می‌کند و اظهار می‌دارد که وجود یک رابط گرافیکی برای یونیکس ممکن نخواهد بود، اما این قابلیت‌ها هم‌اکنون در یونیکس جزء استانداردها محسوب می‌شوند. بخش بزرگی از گلایه‌ها در رابطه با ناهنجاری‌های موجود در واسط خط فرمان یونیکس هستند. این کتاب مربطو به پیش از پیشی گرفتن لینوکس است و در نتیجه حول چند نسخه تجاری از یونیکس نوشته شده که در آن هنگام موجود بوده‌اند (ناسازگاری بین آنها یکی دیگر از گلایه‌های موجود در کتاب بود)، که اکثیر آنها دیگر وجود ندارند.
این کتاب به صورت کتاب جلد شمیزی معمولی چاپ شده است. جلد روی آن شبیه به تابلوی نقاشی جیغ طراحی شده است. یک کیسه تهوع به همراه عبارت «کیسه استفراغ یونیکس» توسط ناشر کتاب در داخل هر نسخه از کتاب گنجانده شده بود.
کتاب به «کن و دنیس که بدون انها این کتاب محقق نمی‌شد» تقدیم شده است که اشاره‌ای است به خالقین یونیکس. دنیس ریچی یک «ضد مقدمه» برای کتاب نوشته است که نویسندگان آن را در ابتدای کتاب قرار داده‌اند.